# 昭和ひとけた社長対ふたけた社員 月月火水木金金
『昭和ひとけた社長対ふたけた社員 月月火水木金金』（しょうわひとけたしゃちょうたいしょうわふたけたしゃいん げつげつかすいもくきんきん）は、1971年（昭和46年）10月30日に東宝系で公開された日本映画。カラー。シネマスコープ。

## 概要
『社長シリーズ』の小林桂樹版の続編。昭和元年生まれの奈良田(小林)が明治生まれの高松会長(東野英治郎)のもと社長として昭和ふたけた世代の若手社員たちとぶつかりながらも奮闘していく姿を描く続編。本作をもって東宝サラリーマン喜劇は終焉を迎えた。さらに前後して、同年1月公開の『若大将対青大将』（監督：岩内克己）をもって『若大将シリーズ』が終結、そして同年12月公開の『日本一のショック男』をもってクレージー映画も終結し、既に1969年（昭和44年）に終結した『駅前シリーズ』を含めて、東宝4大喜劇シリーズが総崩れとなった。
主演の小林桂樹の著書『役者六十年』によると、翌年の1972年（昭和47年）にも社長シリーズ作品を公開する計画があったという。

## 出演者
- 奈良田真介 小林桂樹
- 奈良田節子 酒井和歌子
- 高松敬之助 東野英治郎
- 猪狩金太郎 加東大介
- 珍田徳平 藤岡琢也
- 甘利健一 黒沢年雄
- 早川礼次 松山省二
- 上杉太郎 佐々木勝彦
- 吉田民子 司美智子
- はるみ 森るみ子
- 加茂川茂子 塩沢とき
- 松本ユリ子 木村由貴子
- 竹中次郎 佐原健二
- 勝子 東郷晴子
- 高橋 名古屋章
- 山本 高田稔
- 田中 勝部義夫
- キヨ 小沢憬子
- ウエイトレス 毛利幸子
- 太陽電機守衛 中島春雄
- 喫茶店の客 夏木順平
- フロント系 鈴木治夫

## スタッフ
- 製作：藤本真澄／五明忠人
- 脚本：笠原良三
- 監督：石田勝心
- 撮影：志賀邦一
- 照明：小島真二
- 美術：中古智
- 録音：伴利也
- タイトルバック：おおば比呂司
- 音楽：真鍋理一郎
- 編集：小川信夫
- スチール：吉崎松雄
- 助監督：橋本幸治

## 同時上映
『出所祝い』
- 監督：五社英雄／主演：仲代達矢／東京映画作品